# Vimmerby krukmakeri
Vimmerby krukmakeri är ett krukmakeri i Vimmerby, grundat 1864.
Vimmerby krukmakeri grundades av Carl Forsberg 1864 som Vimmerby kakelfabrik och tillverkade då främst kakelugnar. 1902 upphörde tillverkningen av kakelugnar och produktionen inriktades helt mot blyglaserade hushållskärl och prydnadssaker. 1950 övertogs verksamheten av Erik Gustaf Forsberg. Från 1983 har krukmakeriet drivits av Dale Karlsson och Karin Bengtson.